# Radwan (herb szlachecki)
Radwan (Radwan I) – polski herb szlachecki.

## Opis herbu

### Opis współczesny
Opis skonstruowany współcześnie brzmi następująco:
Na tarczy w polu czerwonym chorągiew złota kościelna, o trzech polach, z frędzlami u dołu z zaćwieczonym na wierzchu takimż krzyżem kawalerskim.
W klejnocie – nad hełmem w koronie – trzy pióra strusie.
Labry herbowe czerwone, podbite złotem.

## Geneza

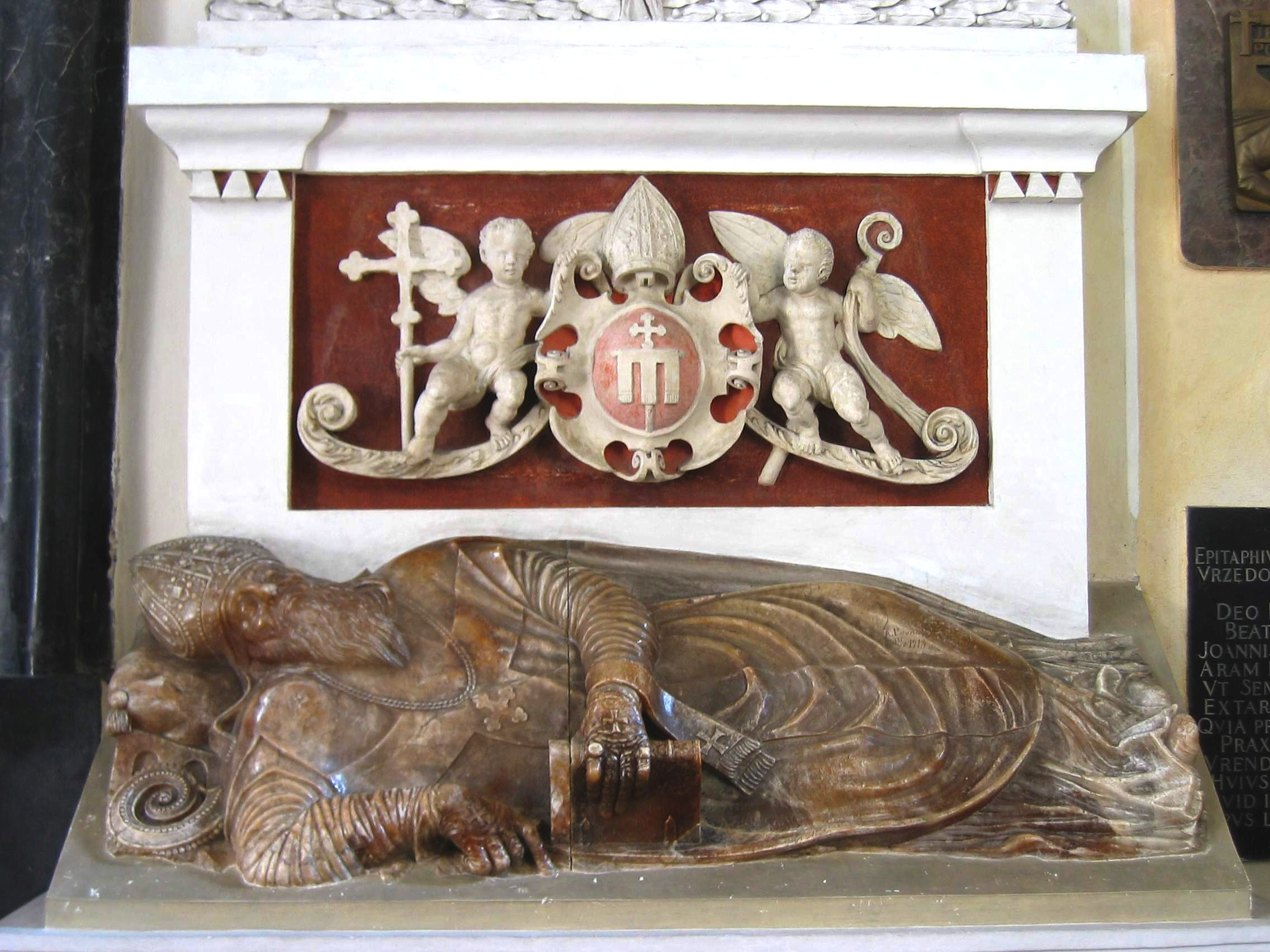
Grób prymasa Jakuba Uchańskiego z widocznym herbem

Najstarszymi znanymi pieczęciami z wizerunkiem herbu Radwan, są pieczęcie średniowieczne Piotra z Cikowic, podsędka ziemi krakowskiej, pochodzące z 1443 i 1446 roku. Pierwsza znana zapiska sądowa, pochodzi z 1407 roku. Wspomina o tym Franciszek Piekosiński. Proklama zaś Radwan zapisana jest w dokumencie z 1409 roku.

## Herbowni
Lista herbownych w artykule sporządzona została na podstawie wiarygodnych źródeł, zwłaszcza klasycznych i współczesnych herbarzy. Należy jednak zwrócić uwagę na częste zjawisko przypisywania rodom szlacheckim niewłaściwych herbów, szczególnie nasilone w czasie legitymacji szlachectwa przed zaborczymi heroldiami, co zostało następnie utrwalone w wydawanych kolejno herbarzach. Identyczność nazwiska nie musi oznaczać przynależności do danego rodu herbowego. Przynależność taką mogą bezspornie ustalić wyłącznie badania genealogiczne.
Pełna lista herbownych nie jest dziś możliwa do odtworzenia, także ze względu na zniszczenie i zaginięcie wielu akt i dokumentów w czasie II wojny światowej (m.in. w czasie powstania warszawskiego w 1944 spłonęło ponad 90% zasobu Archiwum Głównego w Warszawie, gdzie przechowywana była większość dokumentów staropolskich). Lista nazwisk znajdująca się w artykule pochodzi z Herbarza polskiego, Tadeusza Gajla (519 nazwisk). Występowanie na liście nazwiska nie musi oznaczać, że konkretna rodzina pieczętowała się herbem Radwan. Często te same nazwiska są własnością wielu rodzin reprezentujących wszystkie stany dawnej Rzeczypospolitej, tj. chłopów, mieszczan, szlachtę. Jest to dotychczas najpełniejsza lista herbownych, uzupełniana ciągle przez autora przy kolejnych wydaniach Herbarza. Tadeusz Gajl wymienia następujące nazwiska uprawnionych do używania herbu Radwan:
|  | Babski, Bagieński, Banowski, Baran, Barański, Batogowski, Bądzkiewicz, Bądźkiewicz, Beniewicz, Benkiewicz, Benkowicz, Bęcki, Białobrzeski, Bielewicz, Bielski, Bieniewski, Bienkiewicz, Bieńkiewicz, Biernacki, Bilewicz, Bocewicz, Bochowicz, Bochwic, Bochwicz, Bogucki, Boguszewicz, Bohdanowicz, Bojanowski, Boleski, Boncewicz, Bondzkiewicz, Borewicz, Borodzic, Borodzicz, Bradysz, Brandys, Brandysz, Branecki, Braniecki, Broniewicz, Brzezieński, Brzeziński, Buchowicz, Buchwic, Buchwicz, Buczyński, Bujnowski, Bukomowicz, Bukonowicz, Bunczyn, Bydłowski, Bylewicz. Chałański, Charmański, Charwiński, Chełstowski, Chlewicki, Chlewiński, Chlugwański, Chluski, Chługwański, Chłusewicz, Chłusiewicz, Chłuski, Chłusowicz, Chmielewski, Chomiczewski, Chormański, Chrząstkowski, Chrząstowski, Chwediuszko, Chwieduszko, Chwiedziuszko, Cikowski, Cimochowicz, Coluszański, Czapka, Czapla, Czaplejewski, Czaplica, Czcik, Czcikowski, Czechowski, Czepielewski, Czepielowski, Czubiński, Czudzinowski, Czuryło, Czyliński, Czymbajewicz. Dadzibog, Dadzibóg, Dąbrowski, Demczenko, Deszkowski, Desznowski, Dębski, Długi, Dobrosielski, Domaradzki, Dostojewski, Dostojowski, Draczewski, Dziewulski, Dzlistrowicz, Dźmitrowicz. Estko. Fediuszko, Fiedziuszko, Filatkiewicz, Fokowicz, Folgierski, Folkierski, Folkiewicz, Frystacki, Frysztacki, Fulgierski. Gliński, Głuchowski, Głuski, Gołoszowski, Gondyn, Gorski, Goska, Górski, Grodecki, Grodziecki, Grodzki, Gruszecki, Gubarewicz, Guk, Gutkowski. Hanus, Hanusowicz, Hanuszewicz, Hejnink, Hlebowicz, Hłuski, Homiczewski, Hordyna, Horn, Hrynkiewicz, Hubarewicz, Hubarowicz, Huk, Hukiewicz. Jabłowski, Jakacki, Janowic, Janowicz, Jarzębiński, Jasklecki, Jasklewski, Jaskłowski, Jastkowski, Jastowski, Jeziorkowski, Johanson, Józefowicz, Judycki, Jurczycki, Jurewicz, Jurkowski. Kania, Karmański, Karpowicz, Karski, Karwacki, Karwański, Karwiński, Kasperowicz, Kaszkiewicz, Kawłok, Kęski-Tałat, Kieński, Kietorowski, Kieturowski, Kiskowski, Kissowski, Knabe, Kohałowski, Kolesiński, Kołwzan, Komar, Konarzewski, Konaszewski, Kononowicz, Konstantynowicz, Korabiewski, Korabiński, Korotkiewicz, Kowalewski, Kowalowski, Kowieski, Krakowiński, Krodzki, Krotki, Krotkiewicz, Krotkiewski, Krótki, Krukowski, Kruszewski, Kryczewski, Krzyczewski, Krzymaski, Krzymuski, Krzystek, Krzyszczewski, Książnicki, Kulbacki, Kunaszewski, Kunaszowski, Kunowski, Kurcz, Kurzelewski, Kużelewski. Lachowicz, Lenkiewicz, Leski, Leszczyński, Lodziński, Lubański, Lubarski, Lubaski, Lubawski. Łabuński, Ładziński, Łaski, Ławrynowicz, Łodziński, Łopato, Łopatto, Łukawski, Łukowski. Mackiewicz, Magnuszewski, Maksymowicz, Malchiewski, Maliński, Maluszycki, Małchiewski, Małuszycki, Mamiński, Mazulewicz, Micewicz, Michałowski, Michnowicz, Miekiewicz, Miemczewski, Mioduski, Mioduszewski, Mironowicz, Moniuszko, Moskalewski, Moskalski. Nabut, Nadarzyński, Nakutowicz, Nargiełło, Nargieło, Nicki, Niebrzydowski, Niedziałkowski, Niedźwiecki, Niedźwiedzki, Niegoszewski, Niegoszowski, Niemczewski, Niewierski, Niszczyński, Nowomiejski. Obarzankowski, Obwarzankowski, Ojsławski, Okęcki, Okęski, Okmiański, Okoszko, Okuszka, Okuszko, Oleksiński, Oleszyński, Oleśnicki, Oliszkiewicz-Kryczyński, Olizar, Olizarowicz, Olszowski, Olszyński, Ormiański, Orzechowski, Osiecki, Osieński, Osiński, Ostaszewski, Oświecim, Oświecimski, Oświęcim, Owsiński, Owssieński, Oziembłowicz, Oziembłowski, Oziębłowski. Pacewicz, Pajkiewicz, Pakosławski, Pakoszewski, Pakoszowski, Pankowicz, Parzanowski, Paskiewicz, Paszkiewicz, Paszkowski, Pawecki, Paweczki, Pawęcki, Pawędzki, Pawęski, Pawsza, Pełka, Pełkowski, Pemperzyński, Pepeszyński, Pepęrzyński, Perelczyc, Petrusewicz, Petruszewicz, Petruszewski, Pęperski, Pęperzyński, Pieczątkowski, Pietkiewicz, Pietraszewicz, Pietraszewski, Pietrusewicz, Pietrusiewicz, Pietruszewicz, Pietruszewski, Pietrzykowski, Piotruszewski, Piwka, Piwko, Piwkowicz, Pleśniewicz, Plichciński, Plichczyński, Pławski, Płużański, Podniesiński, Pokoszczewski, Pokoszewski, Połajewski, Połajowski, Połukord, Porażyński, Poruć, Porutowicz, Powicki, Prakowski, Prokowski, Proniewicz, Proniewski, Przychocki, Przycki, Przydkowski, Przygodzki, Przypkowski, Pukieniewski. Rachwałowski, Radecki, Radłowski, Radocki, Radomiski, Radoński, Radwan, Radwanowski, Radwański, Radwiłłowicz, Radwiłowicz, Radyński, Radziszewski , Radziwiłłowicz, Radziwiłowicz, Rakowski, Ratyński, Replański, Rodziński, Rpiński, Rudecki, Rudgiesz, Rupiński, Rusiecki, Rusiłowicz, Rybalski, Rybicki, Rybieński, Rybiński, Rychlewicz, Rypiński. Sabiński, Sachno, Sczyt, Semenowicz, Semny, Serek, Serny, Serwiński, Siemiątkowski, Siemion, Siesicki, Simonowicz, Simonowski, Sipko, Sippko, Skarzewski, Skolimowski, Skorobohaty, Sławkowski, Słąka, Słonka, Słuszewski, Służewski, Służowski, Sobieński, Sokół, Stachowski, Stanchlewski, Stanczlewicz, Stanczlewski, Stanisławski, Stawkowski, Stech, Stecki, Steckiewicz, Stegwił, Stegwiłło, Stengwiłł, Stojart, Straszewski, Strodomski, Suchorzewski, Suchożebrski, Sułocki, Swilczewski, Symon, Symonowicz, Szachno, Szapski, Szaradzki, Szarawski, Szczyt, Szemrawski, Szymanowicz, Szymkowicz, Szymkowski. Świlczewski, Świsczewski, Świszcowski, Świszczewski, Świszewski. Taszliński, Toczyski, Tomaszewski, Tomaszowski, Trublajewicz, Tumalewski, Tumanowicz. Uchański, Uklański, Uziembło, Uziębło. Wiadrowski, Wialbut, Wieloborowski, Wierzbicki, Więcborski, Więckiewicz, Więckowicz, Wikszyło, Wilam, Wilamowicz, Wiland, Wilemowicz, Wilimowicz, Wilisiewicz, Wilk, Wirski, Włodkiewicz, Wojczyński, Wojdaliński, Wojdalski, Wojkunowski, Wojsławski, Wolski, Wołągiewicz, Wołkanowski, Wołkonowski, Wołkunowski, Wołochowicz, Wołodkiewicz, Wołodko, Wołodkowicz, Wołodkowski, Wrzosowski, Wysocki, Wytam, Wyżycki, Wyżyski. Zabialski, Zabielski, Zaćwilichowski, Załamaj, Zebrzydowski, Zembocki, Zembowski, Zębocki, Zielewicz, Zubko, Żarski, Żądło. Tadeusz Gajl, Herbarz Polski |

## Odmiany herbu
|  | Odmiany herbu Radwan |

Znane nam są również herby Kononowicz oraz herby Radwan oznaczone liczbami rzymskimi II – VIII, będące odmianami herbu Radwan:
- Kononowicz w czerwonym polu, pod srebrną chorągwią o dwóch polach ze srebrnym krzyżem na poprzecznym drzewcu, posiada srebrną gwiazdę sześciopromienną oraz trzy pawie pióra w koronie[10][11]
- Radwan II różni się od głównego herbu (Radwan I) srebrnym krzyżem kawalerskim oraz dwoma piórami strusimi czerwonymi z jednym pośrodku,
- Radwan III posiada srebrny krzyż kawalerski umieszczony między dwiema srebrnymi obrączkami oraz pięć piór strusich w koronie,
- Radwan IV posiada złotą obrączkę na wierzchu zamiast krzyża oraz rękę zbrojną z mieczem w koronie,
- Radwan V posiada półstrzałek na wierzchu,
- Radwan VI oraz Radwan VII posiadają na wierzchu krzyż z poprzeczną belką,
- Radwan VIII posiada półksiężyc na polu niewiadomej barwy,

Zgodnie z informacjami zawartymi w herbarzu Juliusza Ostrowskiego, Kononowicz przysługiwał rodzinie Kononowiczów z przydomkiem Siemionowicz zamieszkującej Litwę. Radwan V był używany przez litewskie rodziny Paszkiewiczów oraz Sołokajów, natomiast Radwan VIII przez wybrane rodziny tatarskie, m.in. Ajdarowiczów, Tabusiewiczów oraz Kryczyńskich.

## Galeria

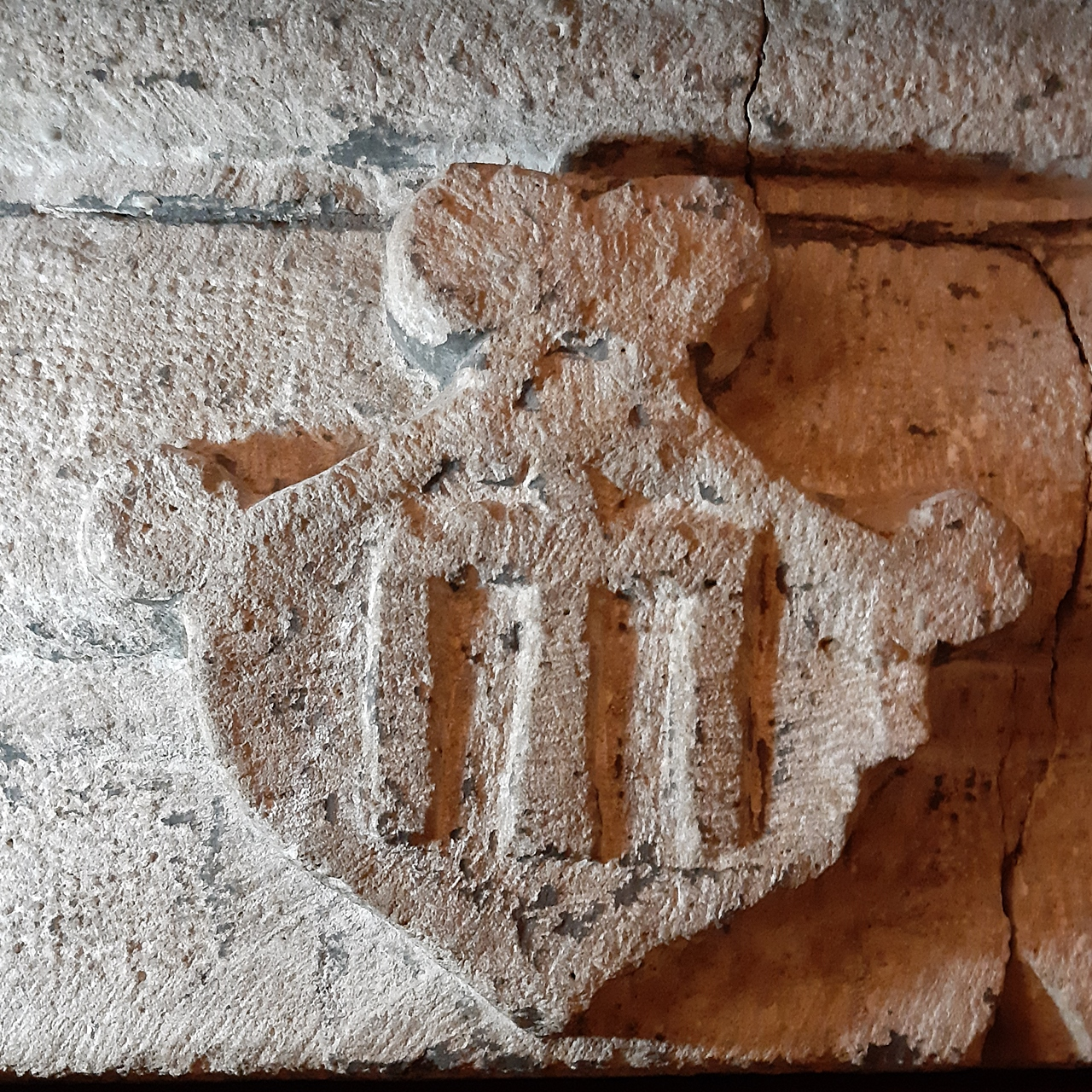
Radwan w Zamku Grodziec
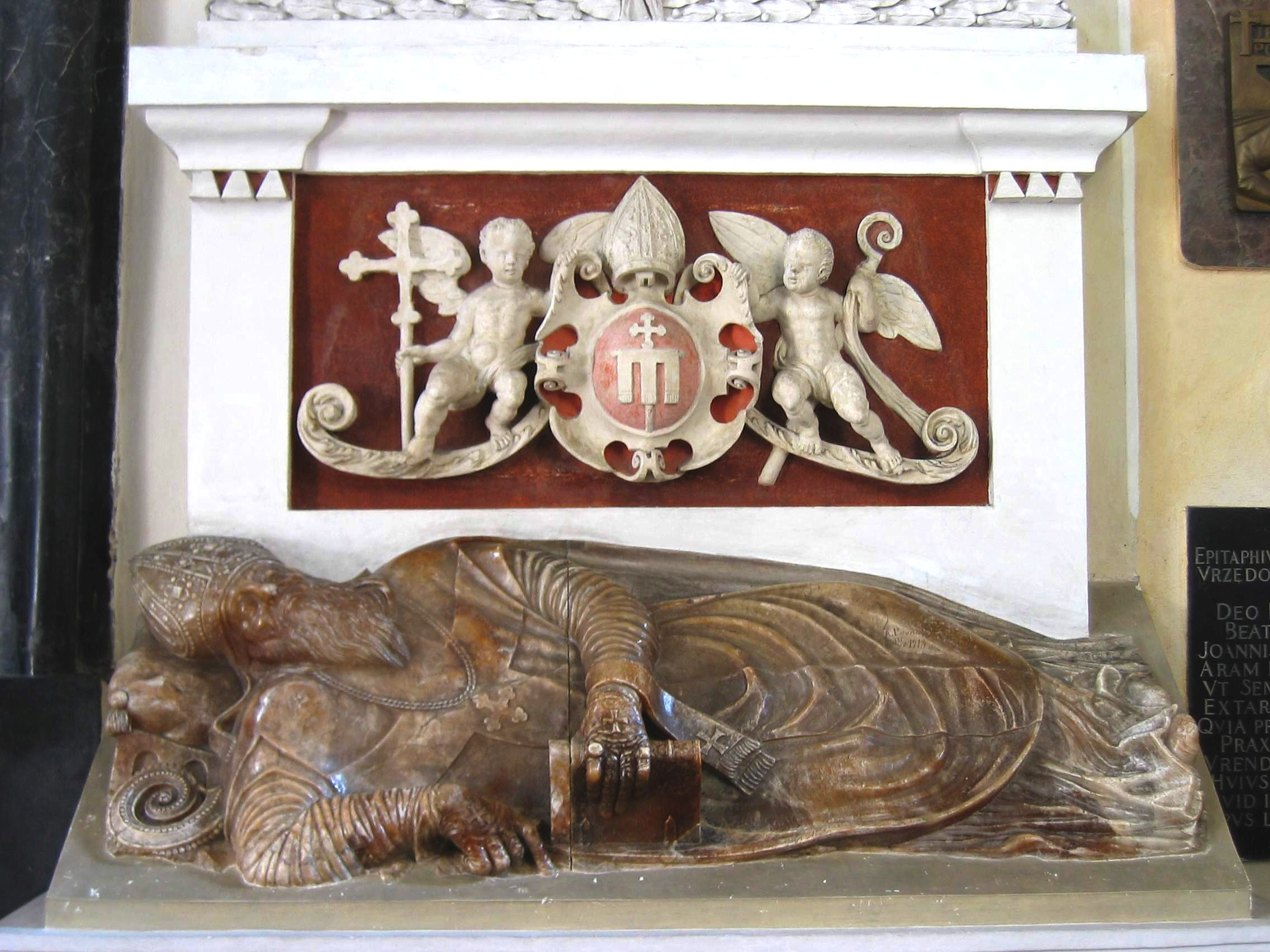
Grobowiec Jakuba Uchańskiego z biskupim herbem Radwan
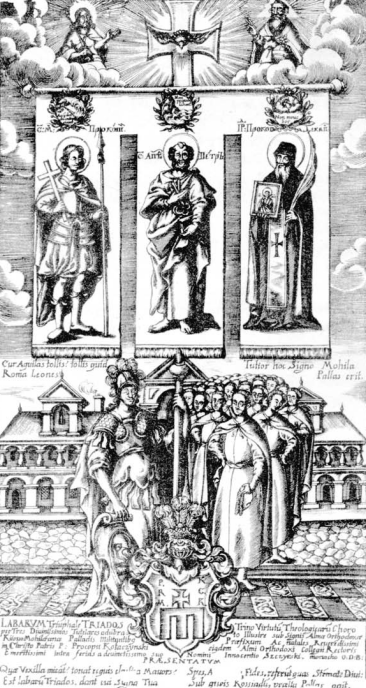
Herb Radwan na rycinie Akademii Kijowsko-Mohylańskiej i jej studentów z XVIII wieku
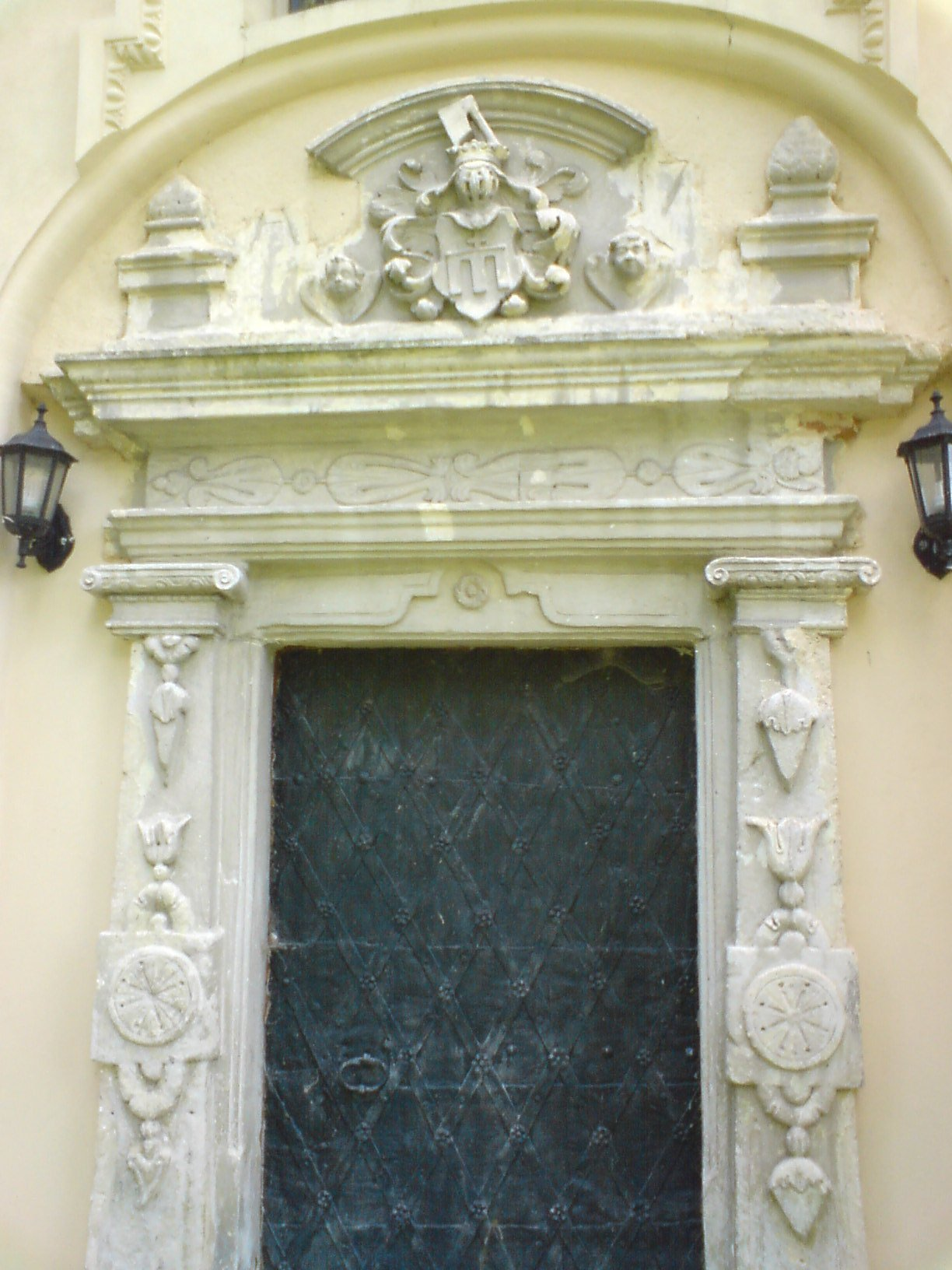
Odmiana herbu Radwan nad wejściem do kościoła w Uchaniach
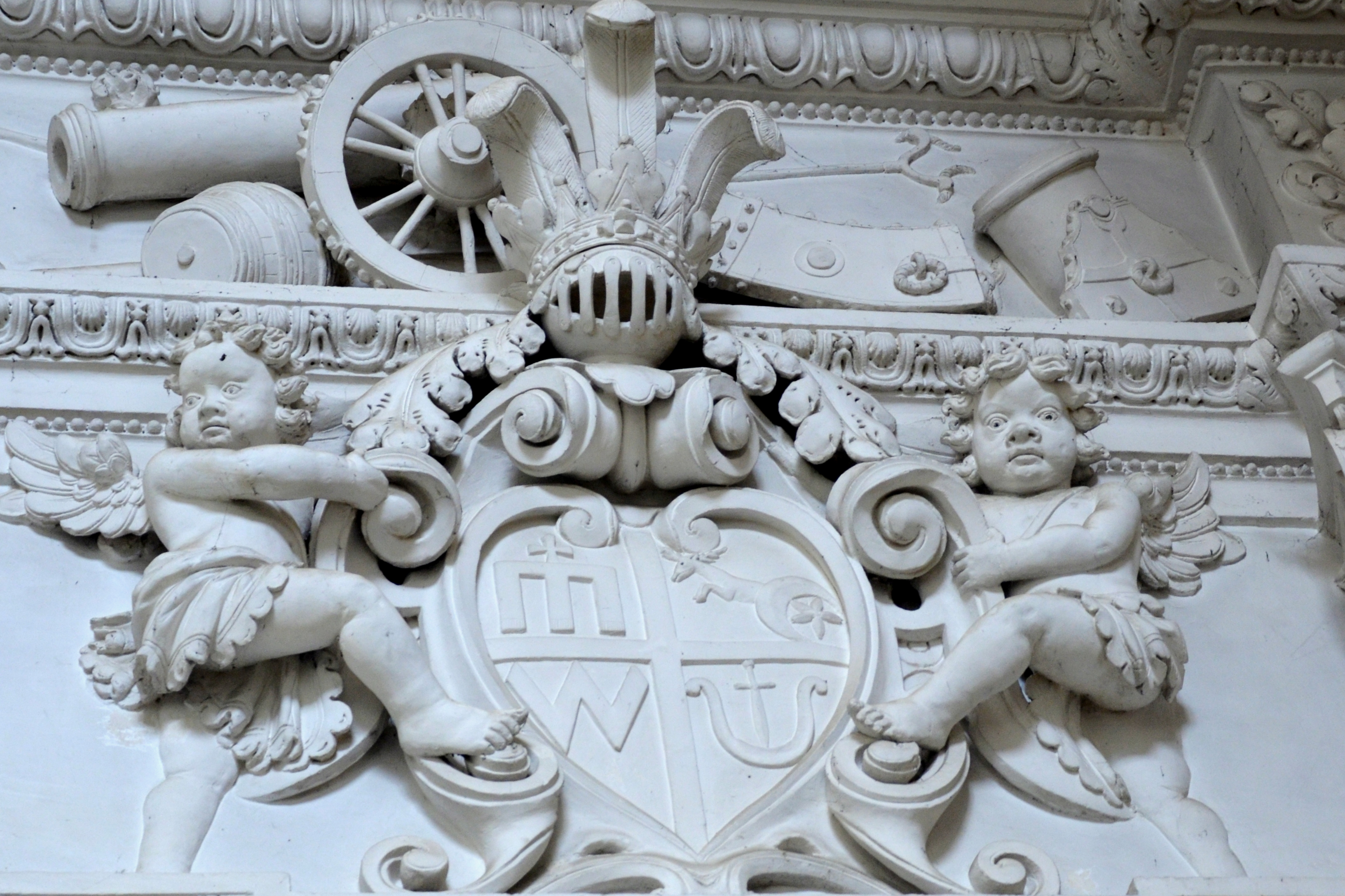
Odmiana herbu rodziny Oświęcimów, w pierwszym polu znajduje się godło herbu Radwan
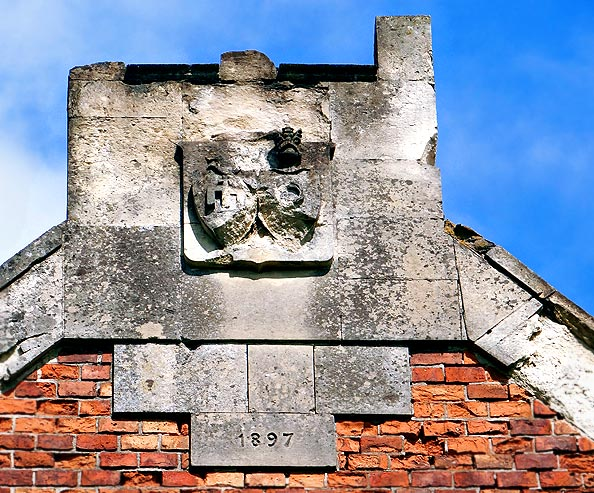
Herby Radwan oraz Nałęcz na posiadłości rodziny Dąbrowskich